# Antoni Kossakowski (poeta)
Antoni Korwin Kossakowski (Moliwda) herbu Ślepowron, krypt.: A. K.; A. K. K. S. I. K. M.; A. K. K. S. J. K. M.; A. K. Kos. S. I. K. M.; A. Kos; A. Kos., perewodczyk ruski, rangiem kapitan porucznik dziewięcioletni; A. K. Koss. S. J. K. M.; A. Kos. S. J. K. M.; A. Koss.; An. Kor. Koss. J. K. Mci gabinetowy sekretarz I przy R. N. od exped. rusk.; Ant. Korw. Koss. S. J. K. Mci; K...; Kos., (ur. 12 października 1718 w Bielawiczach na Żmudzi, zm. 29 grudnia 1786 w Warszawie) – poeta polski, tłumacz i polemista religijny, sekretarz w latach 1767–1786, pracownik gabinetu Stanisława Augusta Poniatowskiego.

## Życiorys
Urodził się 12 października 1718 roku, prawdopodobnie we wsi Bielawicze na Żmudzi, jako syn Remigiana, chorążego husarii, i Kamińskiej. Jako dziecko stracił oboje rodziców. Wtedy też zaopiekował się nim i jego braćmi Dominik Kossakowski (stolnik kowieński).
W młodym wieku umieszczony w kancelarii króla Stanisława Leszczyńskiego (za sekretarstwa Syrucia), wkrótce za bliżej nieokreśloną "swawolę" wydalony (1733). Wyjechał na 24 lata za granicę, prowadził życie awanturnicze, imając się rozmaitych zajęć. Według własnych wspomnień był m.in. guwernerem w Moskwie, "profesorem akademii", starszym sekty "bohomolców" na Wołoszczyźnie, mnichem w klasztorze Pantokratora na górze Athos, a nawet władcą jednej z greckich wysp, gdzie panował jako „Moliwda“.
Również jako Moliwda prowadził po powrocie do Polski we Lwowie dysputy teologiczne z talmudystami i wydał książkę poświęconą tej tematyce (1758). Zyskał tym uznanie arcybiskupa lwowskiego Władysława Łubieńskiego, który zabrał go ze sobą po przejściu na arcybiskupstwo gnieźnieńskie i prymasostwo i powierzył funkcję marszałka dworu (1759). Był członkiem konfederacji generalnej Wielkiego Księstwa Litewskiego w 1764 roku. W latach 1764–1765 Kossakowski był majorem wojsk królewskich. W połowie lat 60. XVIII wieku przeżył zawód miłosny i postanowił wstąpić do klasztoru kamedułów na warszawskich Bielanach; sprzedał wówczas swoje dobra. Z klasztoru został wyciągnięty staraniami rodziny, zwłaszcza księdza Józefa Kazimierza Kossakowskiego, przyszłego biskupa inflanckiego.
7 kwietnia 1767 został mianowany sekretarzem gabinetu króla Stanisława Augusta Poniatowskiego.

## Twórczość
Działał jako literat, pisał panegiryczne wiersze, sielanki, ody refleksyjne, religijne i polityczne. Przekładał także na polski utwory rosyjskie, m.in. komedię carycy Katarzyny Obmanszczik. Wiele utworów opublikował w piśmie Zabawy Przyjemne i Pożyteczne.

### Ważniejsze utwory
- Do Jaśnie Wielmożnego... Andrzeja Młodziejowskiego... w dzień ś. Andrzeja, brak miejsca wydania 1764
- Wiersz w dzień dożywotniego złączenia się W. JPana Michała Kaszyca, starosty zarzyckiego, z W. JPanną Marianną Piotrowiczówną, ciwunowną pojurską Księstwa Żmudzkiego, ofiarowany od... majora Wojsk Kor. J. K. Mci i Rzplitej. R. 1765 d. 30 czerwca, brak miejsca wydania (1765)
- Wiersz na sprawiedliwą pochwałę heroiny W. X. L. JW. JPani Anny z Pociejów Tyszkiewiczowej, mścisławskiej kasztelanowej, brak miejsca wydania 1765
- JJ. WW. Jmć PP. Kazimierzowi Karasiowi, kasztelanowi wiskiemu... Jackowi Ogrodzkiemu, pisarzowi W. Koronnemu... na początku 1771 roku 1 stycznia, prośba pasterska oddana, brak miejsca wydania (1771)
- Do narodu i potomności o okropnym przypadku przez J. K. Mć P. N. M. w roku 1771 dnia 3 listopada doświadczonym[4] (Warszawa 1771); Zabawy Przyjemne i Pożyteczne 1771, t. 4, cz. 2, s. 42-60
- Wiersz w dzień doroczny elekcji Najjaśniejszego Pana przeczytany w garderobie przed J. K. Mością przez... sekretarza Gabinetu J. K. Mci dnia 7 września roku 1779[5], brak miejsca wydania (1779)
- Suplement "Przewodnikowi warszawskiemu" przez innego autora wydany w tymże roku 1779. (poemat satyryczno-obsceniczny w 135 sekstynach), rękopis (kopia): Archiwum Historyczne w Kijowie (zbiór 228, rejestr 2, nr 14), wymieniający jako autora Jana Ancutę; fragm. pod tegoż nazwiskiem ogł. J. W. Gomulicki, Nowe Książki 1957, nr 22; Stolica 1962, nr 6-7; fragmenty (pt. Józefka) pod nazwiskiem Kossakowskiego ogł. J. Jackl, Teatr Narodowy 1765-1794 (red. J. Kott), Warszawa 1967.

Autorstwo Kossakowskiego przyjęte za świadectwem gazetki pisanej T. Ostrowskiego z roku 1780 (rękopis: Biblioteka Jagiellońska, sygn. 6799 II k. 18 (r. 1780), inform. J. Jackl, Teatr Narodowy 1765-1794 (red. J. Kott), Warszawa 1967. Suplement... jest uzupełnieniem poematu J. Czyża.
Najwięcej wierszy ogłoszono w latach 1771–1777 w Zabawach Przyjemnych i Pożytecznych (tu: Oda. Kto mądry? 1771, t. 3, cz. 2, s. 233-238; Paraphrasis z Kwinkttiliana(!) 1772, t. 5, cz. 2, s. 327-362; Do Jaśnie Oświeconego Księcia... Adama Czartoryskiego, generała ziem podolskich, 1774, t. 10, cz. 1, s. 37-89; Na portret... Generałowej ziem podolskich, 1774, t. 10, cz. 1, s. 89-90; Bogu jedynemu... 1774, t. 10, cz. 1, s. 129-137; Co jest szczęśliwego, błogosławionego, pomyślnego, niech Bóg zdarza prawemu królowi i kochanej Ojczyźnie na ten 1775 rok..., 1775, t. 11, cz. 1, s. 1-28; Smutek nad Dafnisem, pól północnych pasterzem, chorującym, 1775, t. 12, cz. 2, s. 398-411; Epigrammata, 1775, t. 12, cz. 2, s. 412-416; Dnia 4 listopada 1777, 1777, t. 16, cz. 2, s. 303-304).
Kilka drobnych wierszy Kossakowskiego z zaginionego obecnie rękopisu Zbioru Popielów Litteraria (przed II wojną światową znajdował się w Bibliotece Narodowej, sygn. 262), ogł. S. Tomkiewicz: Z wieku Stanisława Augusta, t. 2, Kraków 1882, s. 83-84.
Nieznany w wersji polskiej wiersz Kossakowskiego tłumaczył na łacinę F. D. Kniaźnin (Kalendae Januariae, e Polon. ... w: Carmina, Warszawa 1781, s. 85-89).

### Przekłady
- Opisanie Państwa Moskiewskiego wydrukowane w r. 1768, ze słowiańskiego na polski język przetłumaczone przez...; druk nienotowany przez Estreichera i Centralny Katalog Starych Druków Biblioteki Narodowej; na podst inwentarza J. Albertrandiego informacja P. Bańkowski (Archiwum Stanisława Augusta, Warszawa 1958, s. 32, 304)
- Demofila filozofa podobieństwa, albo poprawa życia. Z Pithagoresa, Zabawy Przyjemne i Pożyteczne 1773, t. 7, cz. 2, s. 211-266; z wierszem dedykacją do M. Czarnka, (źródło: Similitudines seu vitae curatio, Pythagorea)
- Mniemania Pithagoresowe, Zabawy Przyjemne i Pożyteczne 1773, t. 7, cz. 2, s. 226-237, (źródło: Sententiae Pythagoricae, Pythagorea)
- Demokratesa(!) filozofa Złote wyroki, Zabawy Przyjemne i Pożyteczne 1773, t. 7, cz. 2, s. 238-254; z apostrofą do M. Czarnka (źródło: Sententiae aureae, Pseudo-Democratia moralia fragmenta)
- Katarzyna II, carowa rosyjska: Komedia oszukaniec, tłum. 7 marca 1786; rękopis: Biblioteka Uniwersytetu Warszawskiego, sygn. 1069.

### Listy i materiały
- Korespondencja ze Stanisławem Augustem w zbiorze korespondencji z lat 1764–1780, rękopis: Biblioteka Czartoryskich, sygn. 668
- Do Stanisława Augusta z Warszawy 16 września 1781, rękopis: Biblioteka Czartoryskich, sygn. 928; ogł. J. Platt w: Korespondencja Adama Naruszewicza, 1762-1796, Wrocław 1959
- Bilety potoczne od Stanisława Augusta z lat 1782–1783(?), rękopis znajdował się w Zbiorze Popielów, sygn. 54, inform. P. Bańkowski (s. 211)
- Metryka Litewska, przepisywania Kossakowskiego, fragm. rękopisu: Biblioteka Czartoryskich, sygn. 227.

## Upamiętnienie
Kossakowski stał się bohaterem eseju Andrzeja Żuławskiego Moliwda (1994), pojawia się także na kartach powieści Olgi Tokarczuk Księgi Jakubowe (2014)

## Opracowania
- Elżbieta Aleksandrowska, Antoni Kossakowski. W zbiorze: Polski Słownik Biograficzny, tom XIV, 1968–1969
- Andrzej Żuławski: Moliwda. Warszawa 1994
- T. 5: Oświecenie. W: Bibliografia Literatury Polskiej – Nowy Korbut. Warszawa: Państwowy Instytut Wydawniczy, 1967, s. 166–168.